# Кшиштоф Кєршновський
Кши́штоф Кєршно́вський (пол. Krzysztof Kiersznowski; 26 листопада 1950, Варшава — 24 жовтня 2021) — польський актор театру та кіно.
Найбільшу відомість отримали зіграні ним ролі дрібного шахрая Нути в дилогії «Ва-банк» та помічника кримінального авторитета у фільмах «Кілер» і «Кілер 2» режисера Юліуша Махульського.

## Біографія
Кшиштоф Кєршновський навчався в найбільшому навчальному кінематографічному закладі країни — Державній вищій акторській школі міста Лодзь, яку закінчив у 1977 році. 26 березня цього ж року актор дебютував на сцені Варшавського театру Охоти. Роком пізніше артист здобув диплом про отримання вищої освіти.
Впродовж своєї театральної кар'єри він спочатку грав у Театрі Охоти (Teatr Ochoty) (1977—1980) та Театрі «Студіо» (Teatr Studio) (1980—1987), що у Варшаваі, далі був Польський театр у м. Бидгощ (Teatr Polski im. Hieronima Konieczki) (1988—1989). Потім актор протягом року знову працював у Театрі Охоти.
У кіно Кшиштоф Кєршновський відзначається різноплановістю зіграних ролей, більшість з яких є другорядними, але тим не менш дуже яскравими.

### Сімейне життя
Актор розлучений. Від колишньої дружини француженки має сина Макса (нар. 1978) та доньку Катажину (нар. 1984).

## Вибрана фільмографія
- Лихоманка / Gorączka (1980)
- Ва-банк / Vabank (1981), у ролі Нути
- Відпустка з Мадонною / Wakacje z Madonną (1983), у ролі Роберта
- Ва-банк 2 / Vabank II czyli riposta (1984)
- Lucyna (1986)
- Каналія / Kanalia (1990)
- Матері, дружини й коханки / Matki, żony i kochanki — телесеріал (1995 — 1 серія; 1998 — 2 серія)
- Кілер / Kiler (1997), у ролі «Вузького» (Wąski)
- Сара. Охоронець для доньки / Sara (1997), у ролі комісара поліції
- Ніщо / Nic (1998)
- Демони війни (1998)
- Кілер 2 / Kiler-ów 2-óch (1999)
- Mała Vilma (2000)
- Привіт, Тереско / Cześć Tereska (2001), у ролі батька Тереси
- Superprodukcja (2002)
- Король передмістя / Król przedmieścia — телесеріал (2002)
- Piekło niebo (2004)
- Статисти / Statyści (2006), у ролі Едварда Ґралевського
- Барви щастя / Barwy szczęścia — телесеріал (з 2007 по сьогодення)
- Обличчям до обличчя / Twarzą w twarz — телесеріал (2007—2008)
- Спортмайданчик бездомних / Boisko bezdomnych (2008)
- Світлина / Zdjęcie (2009)

## Нагороди
- 1978 — відзначений на театральному фестивалі у м.Вроцлав (вистава «Krzywa płaska»)
- 2002 — номінація на найкращу чоловічу роль другого плану (фільм «Cześć Tereska»)
- 2006 — нагорода за найкращу чоловічу роль другого плану на Фестивалі польських художніх фільмів у Гдині
- 2007 — кіно-нагорода «Орел» у категорії найкраща чоловіча роль другого плану за фільм «Статисти»